# Daniel y Luis Moncada
Daniel Moncada y Luis Moncada son un dúo de hermanos actores hondureñoestadounidenses. Son conocidos por interpretar a los primos Salamanca, Leonel y Marco Salamanca, en el drama criminal ganador de múltiples premios, Breaking Bad (2008-2013) y su spin-off Better Call Saul (2015-2022).

## Vida personal
Previo a su incursión como actor, Luis Moncada fue miembro de una pandilla y cumplió una condena en prisión por robo a vehículos.

## Filmografía

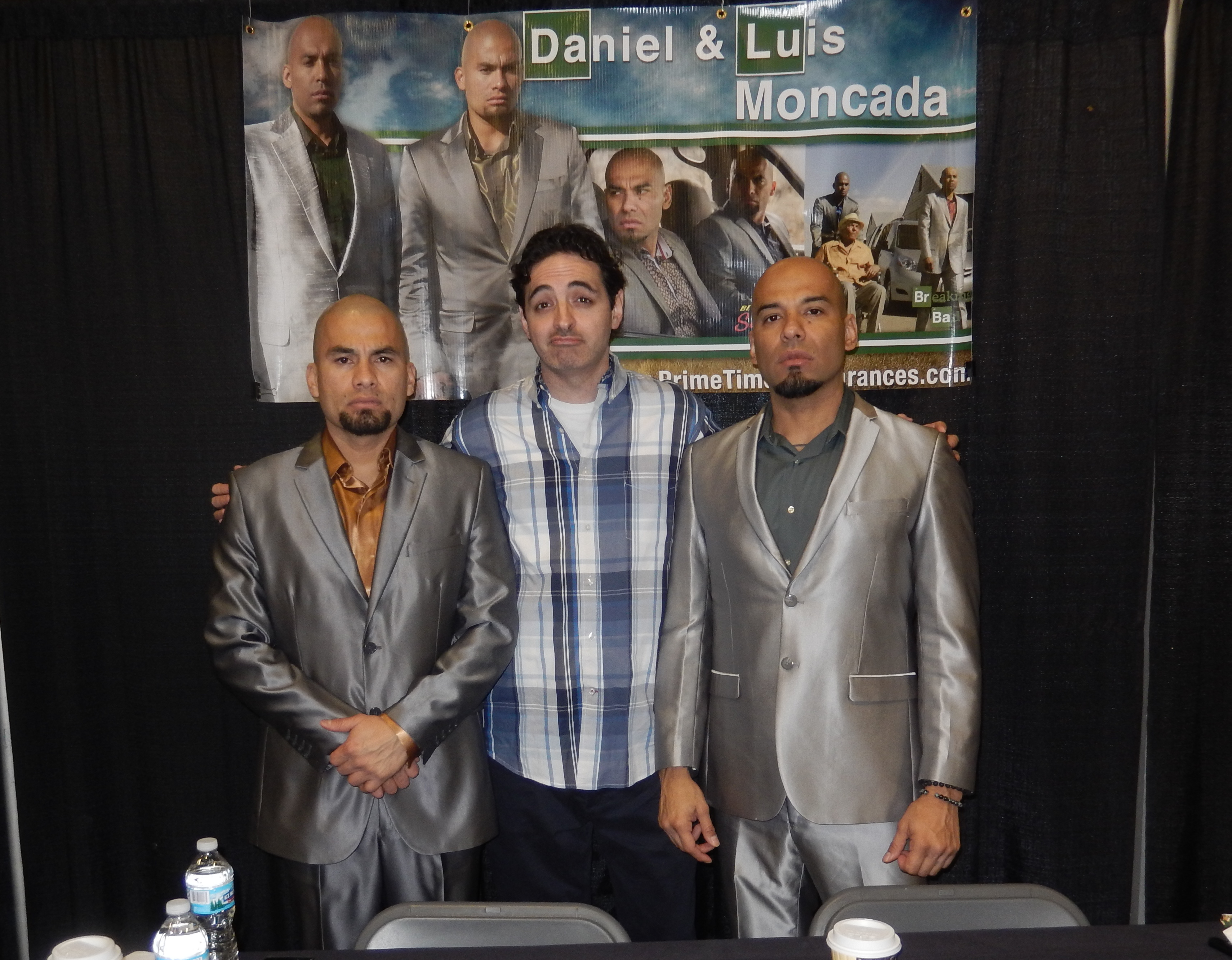
Daniel y Luis posando con un fanático en 2019.

### Daniel
- Breaking Bad (2008-2013) - Leonel Salamanca
- Justified (2014) - Manolo
- Sabotage (2014) - Sicario de Brujo #5
- McFarland, USA (2015) - Eddie
- Better Call Saul (2015-2022) - Leonel Salamanca
- Blood Father (2016) - Choop
- Bright (2017) - Shadow (no acreditado)
- The Mule (2018) - Eduardo
- Dead End (2019) - Little Sleepy

### Luis
- Latin Dragon (2004) - Gángster
- Collateral (2004) - Asesino de ojos fríos
- El Padrino (2004) - Guardaespaldas (no acreditado)
- Yard Sale (2004) - Miembro de pandilla #2
- Hitting the Bricks (2008) - Rudy
- Days of Wrath (2008) - Oso
- Breaking Bad (2008-2013) - Marco Salamanca
- Fast & Furious (2009) - Matón de Scar
- Down for Life (2009) - Oso
- Dexter (2011) - Julio Benes
- K-11 (2012) - ShyBoy
- Sabotage (2014) - Sicario de Brujo #2
- Brooklyn Nine-Nine (2014) - Tito Ruiz
- Street Level (2015) - Tommy
- Better Call Saul (2015-2022) - Marco Salamanca
- So B. It (2016) - Padre de Zander
- This Is Now (2016) - Johnny
- The Night Is Young (2017) - Luis
- Bright (2017) - Casper
- Get Shorty (2019) - Queso